# هينديكورت ليه رانسارت
هينديكورت ليه رانسارت (بالفرنسية: Hendecourt-lès-Ransart)‏ هي بلدية تقع في إقليم باد كاليه من منطقة نور با دو كاليه في شمال فرنسا. تبلغ مساحة هذه المدينة 2.21 (كم²)، وترتفع عن سطح البحر 122 م، يبلغ عدد سكانها 128 نسمة حسب إحصاء المعهد الوطني للإحصاء والدراسات الاقتصادية سنة 2009 م. وترأس Pierre Barrois البلدية خلال فترة (2008-2014).